# The Notorious K.I.M.
The Notorious K.I.M. é o segundo álbum de estúdio da rapper norte-americana Lil' Kim. Foi lançado em 27 de junho de 2000, através da Atlantic Recors e foi seu primeiro álbum sob sua nova gravadora Queen Bee Entertainment. Estreou na quarta posição da Billboard 200, vendendo 229.000 cópias em sua primeira semana, garantindo à Lil' Kim sua maior posição na tabela, bem a maior primeira semana de vendas de sua carreira, além de alcançar o topo da parada de álbuns de R&B/Hip-Hop dos Estados Unidos. Um sucesso comercial, The Notorious K.I.M. recebeu o certificado de platina pela Recording Industry Association of America (RIAA) em 2 de agosto de 2000. Foi o álbum de rap feminino mais vendido de 2000, com vendas superiores a 1.5 milhões de cópias nos Estados Unidos, e 5.1 milhões de cópias mundialmente.
O álbum gerou dois singles que conquistaram desempenho moderado nas tabelas da Billboard. O carro-chefe, "No Matter What They Say", alcançou a 60ª posição da Billboard Hot 100 e número 15 da Hot R&B/Hip-Hop Songs. O segundo single, "How Many Licks?", com participação do cantor Sisqó, obteve uma performance similar, atingindo a metade inferior da Hot 100. 

## Produção e título
Em uma entrevista de 1999 para a revista BlackBook, Kim afirmou que estava pensando em nomear o álbum Queen Bitch, o título de uma música de seu álbum de estreia, Hard Core, mas decidiu contra isso porque Missy Elliott havia usado "She's a Bitch" como título de uma canção, e não quis que ninguém ficasse confuso. Em dedicação a The Notorious B.I.G., The Notorious K.I.M. estava em memória ao falecido rapper. "Senti o espírito de Biggie enquanto trabalhava neste álbum. Achei que era um nome perfeito para o álbum. Além disso, sou conhecida de maneira notória, meu estilo e letras. Sou conhecida de maneira notória ao longo do anos", disse Kim à revista Jet.
Este álbum para mim é mais criativo e mais versátil do que o meu último álbum. Acho que é isso que as pessoas estão procurando. Toda a minha imagem, para mim, a razão pela qual saí com Hard Core, a coisa sexy, era para me tornar diferente de todas as outras rappers femininas que estavam por aí. Isso é exatamente o que estou tentando fazer agora, é me tornar diferente, porque agora temos muitos rappers fazendo a mesma coisa que eu fiz quando saí pela primeira vez. O que estou tentando fazer é me separar novamente dos rappers que estão por aí agora.

—Lil' Kim, MTV News
Em uma entrevista de 2000, Kim explicou ao MTV News que ela tentou colaborar com os produtores originais de Hard Core, mas não ficou satisfeita com os resultados finais. "Alguns dos produtores com os quais eu trabalhei, eles simplesmente não sabiam o que eu queria, então eu trabalhei com novos produtores dessa vez, e eu disse-os o que eu queria", Kim disse à MTV. A produção do álbum foi administrada principalmente por Mario "Yellowman" Winans, Fury, Richard "Younglord" Frierson, Rated R, Rockwilder, Darren "Limitless" Henson, Shaft, Kanye West e Timbaland.

## Arte
A arte usada para o álbum foi fotografada por David LaChapelle. A capa do álbum foi originalmente planejada para ser uma foto de Kim nua e coberta com logotipos da Louis Vuitton, mas a então editora-chefe da revista Interview, Ingrid Sischy, viu a foto em uma exposição de galeria do trabalho de LaChapelle e insistiu que fosse usado para a revista. Antes do lançamento do álbum, a imagem foi usada para a capa da edição de novembro de 1999 da Interview.

## Atraso
No verão de 1999, 12 canções de The Notorious K.I.M. tornaram-se amplamente disponíveis por meio de serviços de compartilhamento de arquivos na Internet e lojas piratas. Como resultado, Kim voltou ao estúdio de gravação e gravou 11 músicas em três semanas. O lançamento do álbum foi adiado em várias datas programadas–17 de agosto e 9 de novembro de 1999 e 25 de abril de 2000–devido ao contrabando e problemas legais envolvendo sua gravadora. Em uma declaração à Entertainment Weekly, Kim explicou: "Eu queria lançar o melhor álbum possível para meus fãs e precisava de mais tempo no estúdio para fazer isso". Sean "Puffy" Combs também explicou: "Eu sou um perfeccionista e Kim também, e só lançaremos um álbum quando estiver certo".

## Singles
The Notorious K.I.M. obteve dois singles. O primeiro single, "No Matter What They Say", alcançou a metade inferior da Billboard Hot 100, na 60ª colocação, sendo o single de Kim com o menor desempenho até então. Atingiu a 15ª posição da tabela Hot R&B/Hip-Hop Songs, número 6 na Hot Rap Tracks, e a 35ª colocação da parada de singles do Reino Unido. O segundo single do álbum, "How Many Licks?", com participação de Sisqó, repetiu o mesmo desempenho ao atingir as posições de números 75 e 35, respectivamente, na Hot 100 e Hot R&B/Hip-Hop Songs. Um terceiro single, "Hold On", com participação de Mary J. Blige, foi enviado apenas às rádios estadunidenses.

## Recepção da crítica
The Notorious K.I.M. recebeu avaliações mistas a positivas da maioria dos críticos musicais profissionais. O crítico da Slant Magazine, Sal Cinquemani, comentou que o álbum "combina elementos essenciais do hip-hop–sexo, armas, drogas e dinheiro–com uma estranha sensação de vulnerabilidade" e afirma que sua canção "Hold On" é um "homenagem comovente ao falecido rapper". Cinquemani afirma que "apesar dos empreendimentos em território solene e gangsta rap, o álbum continua no caminho de liberação sexual feminina de Kim". O jornalista da Entertainment Weekly, Tom Sinclair, deu ao álbum um B+, afirmando que "a enxurrada de sexo aural de The Notorious K.I.M. é complementada por uma produção forte, muitas vezes exuberante, e samples e interpolações surpreendentemente espirituosas. Devon Powers do PopMatters chamou o álbum de "exagerado", afirmando que "o que Kim exagerou neste álbum–ela quase se tornou uma caricatura de si mesma" e diz "até mesmo seus adereços para Biggie perdem seu sentimentalismo por serem muito facilmente comerciais e convenientes".
Na crítica do AllMusic para o álbum, Jason Birchmeier afirmou que "Biggie desempenhou um grande papel no sucesso de Hard Core, e sua ausência aqui é escancarada". O crítico da Jam Music, Mike Ross, afirmou que o álbum "falhou em fazer jus ao seu hype". O jornalista da Rolling Stone, Rob Sheffield, deu ao álbum 3 estrelas, chamou o álbum de "muito fraco e retrô" e também disse que as amostras vocais de The Notorious B.I.G. "apenas fazem você lamentar o homem e seu momento, nenhum dos quais jamais voltará". Apesar das falhas do álbum, os críticos ficaram impressionados com suas letras atrevidas e atitude. Sheffield afirma que "Lil' Kim ainda tem uma boca dura e desagradável, e é bom ouvir uma picada de abelha rainha".

## Desempenho comercial
The Notorious K.I.M. estreou no topo da tabela Top R&B/Hip-Hop Albums e na quarta posição da Billboard 200, com 229.000 cópias vendidas na primeira semana–quase o triplo de Hard Core (1996). O álbum passou pouco mais de 25 semanas na tabela. Enquanto tornou-se o primeiro álbum de Kim a conquistar o topo da Top R&B/Hip-Hop Albums, também deu à Kim sua maior posição na Billboard 200. Devido ao sucesso de "Lady Marmalade" (com Kim, Mýa, Pink e Christina Aguilera), o álbum reentrou na Billboard 200 em 1º de junho de 2001 por mais 12 semanas, acumulando um total de 37 semanas na tabela. O álbum recebeu o certificado de platina pela Recording Industry Association of America (RIAA) em 2 de agosto de 2000, e, em outubro de 2007, o álbum já havia vendido mais de 1.416.000 cópias nos Estados Unidos.
Nas demais regiões, o álbum estreou na 67ª colocação da parada de álbuns do Reino Unidos, passando 11 semanas na tabela. Também alcançou o número 70 na França e o número 85 nos Países Baixos. No Canadá debutou na 11ª posição e passou oito semanas na tabela Top Albums/CDs da RPM. Em julho de 2001, recebeu um certificado de ouro pela Canadian Recording Industry Association (CRIA). Em julho 2016, The Notorious K.I.M. já havia vendido mais de 5.1 milhões de cópias mundialmente.

## Lista de faixas
| N.º            | Título                                                          | Compositor(es) | Produtor(es)                                         | Duração |  |
| 1.             | "Lil' Drummer Boy" (com part. de Cee-Lo do Goodie Mob e Redman) | Kimberly Jones Thomas Burton Mario Winans Reggie Noble | Sean "Puffy" Combs Mario "Yellowman" Winans          | 4:31    |  |
| 2.             | "Custom Made (Give It to You)"                                  | K. Jones Nick Loftin Daniel Glogower Marvin Burns | Fury Glogower [a]                                    | 3:06    |  |
| 3.             | "Who's Number One?"                                             | K. Jones Richard Frierson Frank Wilson Anita Poree Leonard Caston Jr. | Richard "Younglord" Frierson Jerome "Knobody" Foster | 3:13    |  |
| 4.             | "Suck My Dick"                                                  | K. Jones Ray Salas Combs Andru Donalds Norman Glover Joan Morgan Shirley Murdock Carl Thompson Roger Troutman Larry Troutman Christopher Wallace                          | Rated R Mas                                          | 4:03    |  |
| 5.             | "Single Black Female" (com part. de Mario "Yellowman" Winans)   | K. Jones Winans Sade Adu Martin Ditcham | Winans                                               | 4:14    |  |
| 6.             | "Revolution" (com part. de Grace Jones e Lil' Cease)            | K. Jones Winans Combs | Winans Combs                                         | 4:54    |  |
| 7.             | "How Many Licks?" (com part. de Sisqó)                          | K. Jones Winans Combs | Winans Combs                                         | 3:43    |  |
| 8.             | "Notorious KIM" (com part. de The Notorious B.I.G.)             | K. Jones Dana Stinson | Rockwilder                                           | 3:39    |  |
| 9.             | "No Matter What They Say"                                       | K. Jones Darren Henson José Feliciano Eric B. & Rakim Edward Archer Jackey Beavers Jack C. Hill Preston Joyner Dennis Taylor Howard Thompson Nile Rodgers Bernard Edwards | Darren "Limitless" Henson                            | 4:16    |  |
| 10.            | "She Don't Love You"                                            | K. Jones Klen Raphael Michael Jones | Shaft                                                | 3:31    |  |
| 11.            | "Queen Bitch Pt. 2" (com part. de Puff Daddy)                   | K. Jones Nashiem Myrick Carlos Broady Jay Garfield | Myrick Broady Jay "Waxx" Garfield                    | 3:58    |  |
| 12.            | "Don't Mess with Me"                                            | K. Jones Kanye West Deric Angelettie Cliff Wade Geoff Gill | West Deric "D-Dot" Angelettie [a]                    | 4:48    |  |
| 13.            | "Do What You Like" (com part. de Junior M.A.F.I.A.)             | K. Jones Raphael James Lloyd Antoine Spain Jamel Fisher | Shaft                                                | 5:16    |  |
| 14.            | "Off the Wall" (com part. de Lil' Cease)                        | K. Jones Winans Combs | Winans Combs                                         | 4:05    |  |
| 15.            | "Right Now" (com part. de Carl Thomas)                          | K. Jones Raphael Suzanne Vega Vaughan Mason | Shaft                                                | 2:32    |  |
| 16.            | "Aunt Dot" (com part. de Lil' Shanice)                          | K. Jones Winans | Winans                                               | 5:25    |  |
| 17.            | "Hold On" (com part. de Mary J. Blige)                          | K. Jones Blige Myrick T-Bone Walker | Myrick                                               | 6:06    |  |
| 18.            | "I'm Human"                                                     | K. Jones Thomas Winans | Winans                                               | 4:25    |  |
| Duração total: | Duração total:                                                  | Duração total: | Duração total:                                       | 77:13   |  |

### Créditos desamples
- "Custom Made (Give It to You)" contém um sample de "French Kiss" de Lil Louis.
- "Who's Number One?" contém um sample de "Keep on Truckin'" de Eddie Kendricks.
- "Suck My Dick" contém excertos e um sample de "Me & My Bitch" de The Notorious B.I.G.
- "Notorious KIM" contém vocais não creditados de The Notorious B.I.G.
- "Single Black Female" contém um sample de "The Sweetest Taboo" de Sade.
- "No Matter What They Say" contém um samples de "Esto Es el Guaguanco" de Cheo Feliciano, "I Know You Got Soul" de Eric B. & Rakim, "I Got It Made" de Special Ed, e "Rapper's Delight" de The Sugarhill Gang.
- "She Don't Love You" contém uma interpolação de "Betcha She Don't Love You" de Evelyn King.
- "Don't Mess with Me" contém um samples de "Heartbreaker" de Pat Benatar e "Big Yellow Taxi" de Joni Mitchell.
- "Right Now" contém um sample de "Break for Love" de Vaughn Mason e uma interpolação de "Tom's Diner" de Suzanne Vega.
- "Hold On" contém um sample de "Stormy Monday" de Willie Hutch.

## Tabelas musicais

### Tabelas semanais
| Tabela musical (2000-2001)                          | Melhor posição |
| --------------------------------------------------- | -------------- |
| Alemanha (Offizielle Top 100)                       | 76             |
| Canadá - Top Albums/CDs (RPM)                       | 11             |
| Canadá - R&B Albums (Nielsen SoundScan)             | 15             |
| França (SNEP)                                       | 70             |
| Estados Unidos (Billboard 200)                      | 4              |
| Estados Unidos - Top R&B/Hip-Hop Albums (Billboard) | 1              |
| Países Baixos (Album Top 100)                       | 85             |
| Reino Unido (OCC)                                   | 67             |
| Reino Unido - R&B Albums (OCC)                      | 11             |
| Suíça (Schweizer Hitparade)                         | 100            |

### Tabelas de fim de ano
| Tabela musical (2000)                               | Melhor posição |
| --------------------------------------------------- | -------------- |
| Estados Unidos (Billboard 200)                      | 89             |
| Estados Unidos - Top R&B/Hip-Hop Albums (Billboard) | 29             |

| Tabela musical (2001)                   | Melhor posição |
| --------------------------------------- | -------------- |
| Canadá - Rap Albums (Nielsen SoundScan) | 58             |
| Canadá - R&B Albums (Nielsen SoundScan) | 111            |

### Tabelas de fim de década
| Tabela musical (2000-2009)                          | Melhor posição |
| --------------------------------------------------- | -------------- |
| Estados Unidos - Top R&B/Hip-Hop Albums (Billboard) | 100            |

## Certificações
| Região                | Certificado | Unidades certificadas/vendas |
| --------------------- | ----------- | ---------------------------- |
| Canadá (Music Canada) | Ouro        | 50.000                       |
| Estados Unidos (RIAA) | Platina     | 1.416.000                    |